# 書き初め

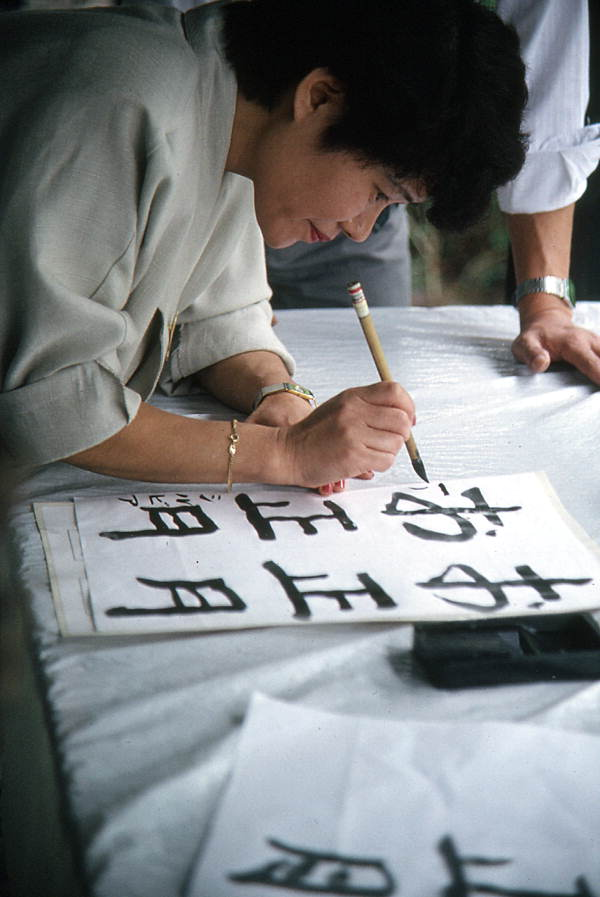
書初をする人

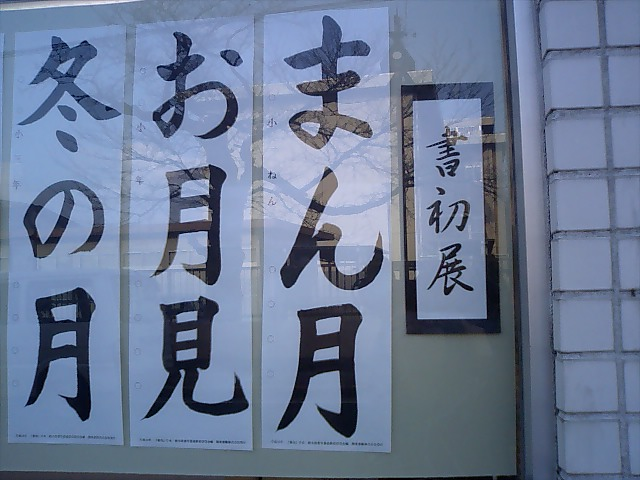
書初展覧会で展示中の、小学生の手になる優秀な書初作品

書初/書初め/書き初め（かきぞめ）とは、日本の年中行事の一つで、新年になって初めて毛筆で字や絵を書くことを指す。同義語として、試毫（しごう）、試筆/始筆（しひつ）、筆始/筆始め（ふではじめ）、試簡（しかん）、試免（しめん）、試穎（しえい）、試春（ししゅん）、試觚（しこ）が、類義語として、初硯（はつすずり）、吉書始/吉書始め（きっしょはじめ）、吉書がある。
旧暦時代には当時の正月2日すなわち旧暦の1月2日に行われた。新暦導入以降現在（明治4年以降現在）は、通常、新暦の1月2日に行われる。

## 概要
若水で墨を摺り、恵方に向かって詩歌を書く習慣があった。書く詩歌は「長生殿裏春秋富 不老門前日月遅」という漢詩がよく用いられた。
元々は宮中で行われていた儀式であったが、江戸時代以降は庶民にも広まった。
なお、「書初」という語の初出は、江戸時代前期の京都の俳人・野々口立圃が著した俳諧論書『はなひ草（花火草）』（寛永13年〈1636年〉）においてである。
書き初めで書いたものは左義長で燃やし、その炎が高く上がると字が上達するといわれている。

## 季語
季語としては、この行為および行事を書初と記すが、書初めも誤りとはしない。新年の季語で、分類は人事。子季語としては、試毫（しごう）、試筆/始筆（しひつ）、筆始/筆始め（ふではじめ）、試簡（しかん）、試免（しめん）、試穎（しえい）、試春（ししゅん）、試觚（しこ）、古風な表現である吉書始/吉書始め（きっしょはじめ）と、吉書始で生まれた書より転じて「書初で生まれた書」をも意味するようになった吉書（きっしょ）がある。なお、「新年になって初めて硯を使うこと、また、そのようにして作った墨で字を書くこと」を指す初硯（はつすずり）は、書初の関連季語とも子季語ともされる。

## 展覧会
日本武道館 全日本書初め大展覧会・席書大会
1965年（昭和40年）1月7日開催の第1回大会以来、毎年1月5日に、東京都千代田区にある日本武道館で公益財団法人日本武道館が主催する書道事業の行事として催されている。この催事は各種メディアによって全国放映される、新年の風物詩となっている。なお、第50回大会（2014年開催）は幼児から90歳までの全国から集まった予選通過者数で3,298名が参加した。